# Lake View (Carolina del Sud)
Lake View és una població del Comtat de Dillon a l'estat de Carolina del Sud (Estats Units d'Amèrica).

## Demografia
Segons el cens del 2000, Lake View tenia 789 habitants, 332 habitatges i 201 famílies. La densitat de població era de 181,3 habitants/km².
Dels 332 habitatges en un 19,9% hi vivien nens de menys de 18 anys, en un 41,6% hi vivien parelles casades, en un 16,9% dones solteres, i en un 39,2% no eren unitats familiars. En el 37,3% dels habitatges hi vivien persones soles el 19% de les quals corresponia a persones de 65 anys o més que vivien soles. El nombre mitjà de persones vivint en cada habitatge era de 2,2 i el nombre mitjà de persones que vivien en cada família era de 2,91.
Per edats la població es repartia de la següent manera: un 19,5% tenia menys de 18 anys, un 5,8% entre 18 i 24, un 20% entre 25 i 44, un 29,5% de 45 a 60 i un 25,1% 65 anys o més.
L'edat mediana era de 48 anys. Per cada 100 dones de 18 o més anys hi havia 62,8 homes.
La renda mediana per habitatge era de 23.438$ i la renda mediana per família de 32.917$. Els homes tenien una renda mediana de 29.286$ mentre que les dones 20.625$. La renda per capita de la població era de 17.790$. Entorn del 14,8% de les famílies i el 20,2% de la població estaven per davall del llindar de pobresa.

## Poblacions properes
El següent diagrama mostra les poblacions més properes.